# أعداد ثابت
أعداد ثابت هي الأعداد الصحيحة التي تكتب على النحو التالي: {\displaystyle K_{n}=3\cdot 2^{n}-1} وهي منسوبة إلى ثابت بن قرة.